# Bystrzejowice (gmina)
Bystrzejowice – dawna gmina wiejska istniejąca w XIX wieku w guberni lubelskiej. Siedzibą władz gminy były Bystrzejowice.
Za Królestwa Polskiego gmina Bystrzejowice należała do powiatu lubelskiego w guberni lubelskiej.
Gmina została zniesiona w 1874 roku, a jej obszar włączono do gminy Piaski.